# More Hot Rocks (Big Hits & Fazed Cookies)
More Hot Rocks (Big Hits & Fazed Cookies) je drugi kompilacijski album The Rolling Stonesa koji je, nakon prekida suradnje s grupom, objavila izdavačka kuća ABKCO. Album je izašao krajem 1972. godine, i to samo za američko tržište, dok je u UK-u izdan osamnaest godina kasnije. Na albumu se nalaze hitovi koji nisu uvršteni na Hot Rocks, kao i neke pjesme koje dotad nisu bile objavljene u SAD-u. Album je komercijalno bio veoma uspješan te je dosegnuo 9. mjesto Billboardove top ljestvice.

## Disk 1
1. "Tell Me (You're Coming Back)" – 3:48
2. "Not Fade Away" – 1:48
3. "The Last Time" – 3:41
4. "It's All Over Now" – 3:27
5. "Good Times, Bad Times" – 2:30
6. "I'm Free" – 2:24
7. "Out of Time" – 3:42
8. "Lady Jane" – 3:08
9. "Sittin' On A Fence" – 3:03
10. "Have You Seen Your Mother, Baby, Standing in the Shadow?" – 2:35
11. "Dandelion" – 3:32
12. "We Love You"  – 4:22

## Disk 2
1. "She's a Rainbow" – 4:12
2. "2000 Light Years from Home" – 4:45
3. "Child of the Moon" – 3:10
4. "No Expectations" – 3:56
5. "Let It Bleed" – 5:28
6. "What to Do" – 2:33
7. "Fortune Teller" – 2:18
8. "Poison Ivy" – 2:34
9. "Everybody Needs Somebody to Love" – 5:03
10. "Come On" – 1:48
11. "Money (That's What I Want)" – 2:32
12. "Bye Bye Johnnie" - 2:10
13. "Poison Ivy" (Version 2) – 2:06
14. "I've Been Loving You Too Long" – 2:54
15. "I Can't Be Satisfied" – 3:28
16. "Long, Long While" – 3:01

## Top ljestvice

### Album
| Godina | Ljestvica            | Pozicija |
| ------ | -------------------- | -------- |
| 1973.  | Billboard Pop Albumi | #9       |